# Martin Huss
Ne pas confondre avec Mathieu Husz son successeur.
Martin Huss (Husz, Huß, née v. 1445 - morte v. 1482) est un imprimeur des incunables français. Son Mirouer de la rédemption humaine (Lyon 1478) est le premier livre imprimé et illustré en français.

## Biographie
Huss est né vers 1445 à Bottwar dans le Wurtemberg. Mathieu Husz son successeur à Lyon était probablement son frère. En 1481 où 1482, le dernier ouvrage est paru sous son nom d'éditeur. Mathieu Husz est documenté de 1482 à 1507 à Lyon.

## Carrière
Après des études à Erfurt, il obtient le grade de magister artium (maître des arts). À Bâle, Huss a appris l'art de l'imprimerie. Ainsi formé aux humanités, il se lance dans une carrière de imprimeur, s'associant, avec l'imprimeur Johannes Siber (de Nördlingen, †1493), à Lyon. Le médecin Johannes Theobaldi (Jean Thibaut) avait participé à la joint-venture en tant que correcteur et financier.
Après quelques ouvrages médicaux et juridique Huss se sépare de Siber et ouvre son propre atelier. Un de ses clients est l'éditeur Barthélemy Buyer (†1485). Le Mirouer de la rédemption humaine de 1478 – le Speculum humanae salvationis traduit par Julien Macho († v.1477), est le premier livre imprimé et illustré en français. La deuxième édition était réalisée dès l’année suivante. Les 256 bois pour les illustrations xylographiques ont été repris par Bernhard Richel de Bâle.
Matthias Husz imprimait trois autres éditions de l'œuvre. Ensemble avec Jacques Buyer, le frère cadet de Barthélemy, ils publient en 1487 La grant vita Christi, ainsi que le Tractatus corporis Christi.

## Œuvres imprimées par Martin Huss (sélection)
- J. Mesue: De consolatione medicinarum. Avec Joh. Siber, mars 1478[2],[3].
- Matthaeus Silvaticus: Pandectae medicinae. Avec Joh. Siber, avril 1478[4].
- Johannes Petrus de Ferrariis: Practica iudicialis. Avec Joh. Siber, 1478[5].
- Lettre d'indulgence pour la cathédrale Saint-Pierre de Saintes. Avec Joh. Siber, 1478[6].
- Mirouer de la rédemption humaine (Speculum humanae salvationis). Août 1478[7].
- Mirouer de la rédemption humaine (Speculum humanae salvationis). Août 1479[8].
- Jean de Mandeville: Itinerarium. Pour Barthélemy Buyer, 1480[9].
- Odofredus: Lectura super Codicis Justiniani libros I-IX. 1480[10].
- Aldobrandino da Siena: Le Livre pour garder la santé du corps. 1481[11].
- Psalterium (français). Sans date[12].

## Article annexe
- Histoire de l'imprimerie à Lyon